# Неа-Камени
Не́а-Каме́ни (греч. Νέα Καμένη) — необитаемый вулканический остров в Греции, в Эгейском море. Вместе с островами Тира, Тирасия, Палеа-Камени и Аспрониси образует группу вулканических островов под общим названием Тира (Санторин), которая является остатками разрушенного в XV веке до н. э. катастрофическим извержением вулкана Санторин. Административно относится к сообществу Тира в общине (диме) Тира в периферийной единице Тира в периферии Южные Эгейские острова.

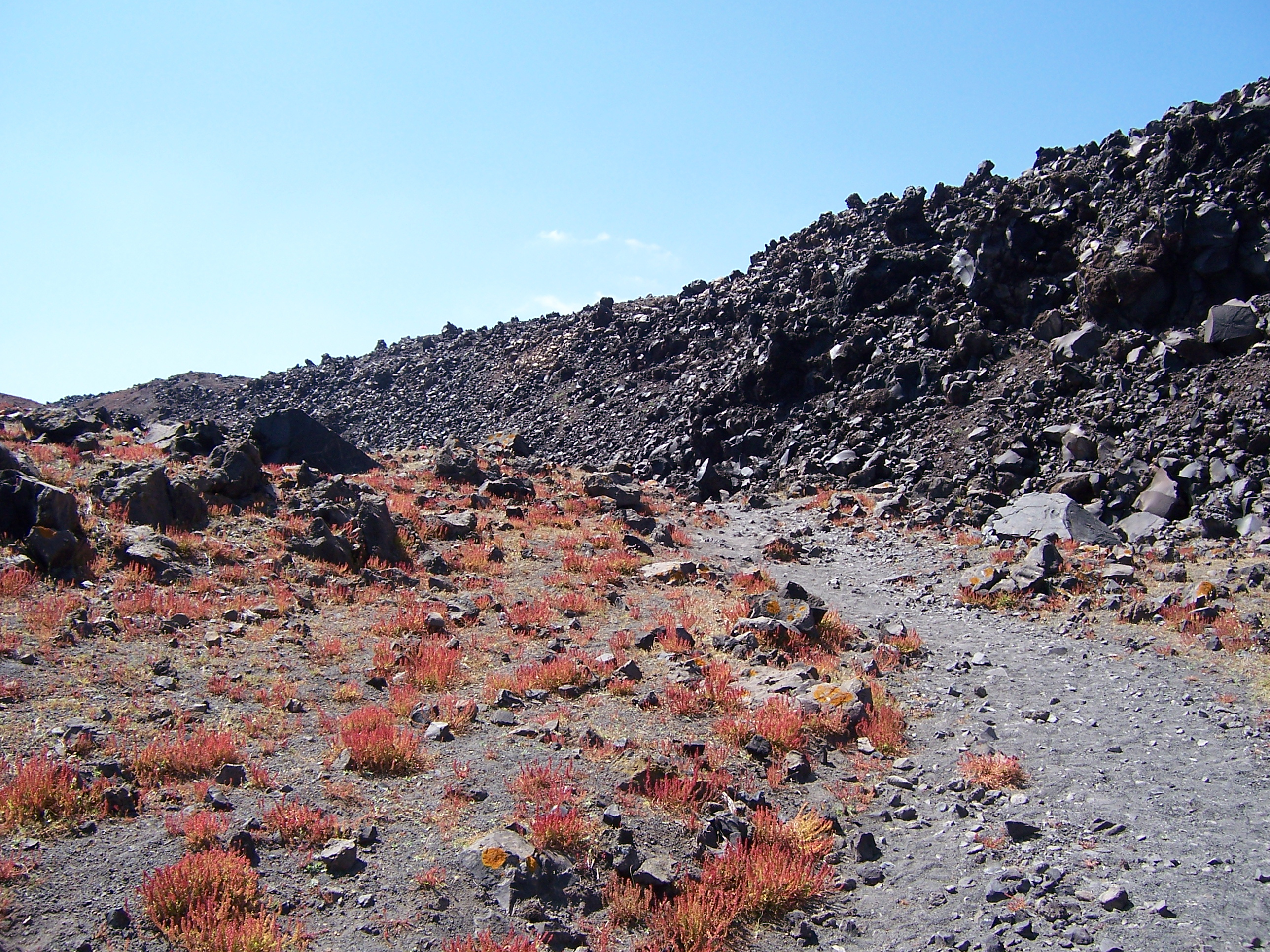
Ландшафт острова Неа-Камени

В 1570—1573 годах в результате подводного извержения вулкана образовался остров, названный за свой маленький размер (по сравнению с соседним островом Палеа-Камени)  (). В результате извержения в 1707—1711 годах возник Неа-Камени. Извержения на Неа-Камени происходили в 1866—1870, 1925—1926, 1928 и 1939—1941 годах, остров многократно вырос, изменил очертания. В 1925—1926 годах произошло слияние островов Микри-Камени и Неа-Камени. Последнее извержение на Неа-Камени произошло в январе — феврале 1950 года.
Остров необитаем, на нём нет источников пресной воды, растительность очень скудная. Необычный вулканический ландшафт острова привлекает многочисленных туристов, для которых организуются морские экскурсии с острова Тиры.
Гора Профитис-Илиас на Тире, а также острова Палеа-Камени и Неа-Камени входят в европейскую сеть природоохранных территорий «Натура 2000».